# 羅馬尼亞在歐洲歌唱大賽之歷年表現
罗马尼亚参加欧洲歌唱大赛共19次（截止至2018年），其中首次参加的是1994年欧洲歌唱大赛。最好成绩是第3名，分别在2005年和2010年的比赛中拿到过。
罗马尼亚自从2004引入半决赛制以来，除了在2018年从未在半决赛中被淘汰。

## 罗马尼亚在欧洲歌唱大赛的参赛历史

### 1993 - 1998
罗马尼亚本选中Dida Drăgan去参加1993年欧洲歌唱大赛的，但由于她没能通过当年为7个从未参赛过的国家所设置的资格预选赛(那一年的预选比赛名为Kvalifikacija za Millstreet)。于是，罗马尼亚只能再等下一年的参赛机会。
1994年罗马尼亚在于爱尔兰举办的欧视大赛中首次崭露头角。其参赛歌曲是由丹·比特曼演唱的歌曲"Dincolo de nori"，但是没能在比赛中夺得高分。罗马尼亚没有被准许(were not allowed to)参加1995年欧洲歌唱大赛，于是又只能等到1996年再碰碰运气。
1996年罗马尼亚选出莫妮卡·安吉尔和Sincron参加于挪威奥斯陆举办的比赛。但是他们这一次又从预选比赛中落选了，所以也就从比赛中被淘汰了。由于前几年惨淡的成绩，罗马尼亚并未参与1997年欧洲歌唱大赛。
1998年，罗马尼亚在时隔4年之后再次重返欧视舞台。这一次他们带来了由Mălina Olinescu演唱的歌曲"Eu cred"。但再次的低分成绩，直接挫败了罗马尼亚参加1999年比赛的打算。

### 2000
2000年，罗马尼亚又在于瑞典斯德哥尔摩举办的比赛中回到了舞台。这次是由计程车乐队被选中以代表该国参赛，其参赛歌曲也是该国首次以英语演唱的参赛歌曲。这次计程车乐队又没有获得较好排名，所以罗马尼亚再次放弃了在丹麦举办的2001年的比赛。即使成绩不理想，但该乐队也为罗马尼亚带来了参赛历史上首个12分(每个国家最多能给其它国家评出12分)的获得，这12分是由马其顿共和国给出的。

### 2002
错过2001年的比赛后，罗马尼亚又返回了2002年在爱沙尼亚塔林举办的比赛。这是罗马尼亚首次挤入前10名的行列。罗马尼亚这次的带来曲目是由莫妮卡·安吉尔和马塞尔·帕维尔共同演唱的《告诉我为什么》。罗马尼亚以71分位列第9名，从马其顿共和国以及俄罗斯获得了2个12分。

### 2003
上一年的成功在本年得以延续。今年比赛的举办地是拉脱维亚的里加。尼古拉以一首《别让我心碎》("Don't Break My Heart")再次位列前10名，得分刚好仍然是73分。前十的好成绩也就意外着在下一年开始实行半决赛制后，罗马尼亚可以不用参与2004年欧洲歌唱大赛的半决赛角逐，直接晋级决赛。而且这次俄罗斯又给罗马尼亚投了12分。

### 2004
2004年，罗马尼亚派出散达以一首《我承认》代表本国参赛。罗马尼亚没能第3次挤进前10名，这次仅以18分位列第18位。这就意外着在2005年的比赛中，罗马尼亚需要先参加半决赛，以获得进入决赛的资格。他们所得的分数中有10分来自西班牙。

### 2005
2005年，罗马尼亚派出Luminița Anghel和Sistem参加半决赛，以为本国争夺决赛资格，并希望他们可以一路旗开得胜。结果情况出乎意料地好，罗马尼亚这次在决赛中还以158分取得了第3名的好成绩，仅次于希腊和马耳他。但在2天前的半决赛中，罗马尼亚以235分的成绩名列第1名，比第2名摩尔多瓦略微高出28分。罗马尼亚在在半决赛获得的235分，比希腊在决赛中获得的分数还高5分(当然这种比较的可比性不高)。在半决赛中，罗马尼亚从这些国家获得了12分：摩尔多瓦、以色列、塞浦路斯、希腊、西班牙和匈牙利。其中西班牙和以色列在半决赛和决赛中都给罗马尼亚投了最高分。其决赛的剩下一个12分则是葡萄牙给出的。到目前为止，第3名仍然是罗马尼亚的最好成绩。

### 2006
罗马尼亚凭借Mihai Trăistariu的意大利名称歌曲"Tornerò"在于雅典举办的比赛中延续了好运气。罗马尼亚也是多金并拿下下一届赛事主办权的热门(hot favourites)之一。但在最后的决赛，他们输给了芬兰、俄罗斯和波黑。这几个国家都参加了2天前的半决赛，并顺利进入决赛。这也就意味着罗马尼亚以172分排在了第4位。而这也是罗马尼亚在所有决赛中所获得的最高分数。第4名的位置也使得罗马尼亚可以在下一届于Helsinki举办的比赛中直接晋级决赛。他们只从摩尔多瓦和西班牙得到了12分，但是从除荷兰和摩洛哥以外的所有其它国家都获得了或多或少的分数。

### 2007
2007年，罗马尼亚选定Todomondo以多语言混合歌曲"Liubi, Liubi, I Love You"参加在赫尔辛基举办的2007年欧洲歌唱大赛。这首歌的歌词由6种语言组成，分别是英语、意大利语、西班牙语、俄语、法语以及罗马尼亚语。这次获得了前10名以外的历史最靠前排名，即以84分位列第13名。然而他们也从摩尔多瓦和西班牙收获了一对12分among others。

### 2008
在经历过2007年的失落后，罗马尼亚希望夺回优势，并决定派出尼克和伍拉德以一首意大利语和罗马尼亚语组成的双语歌曲"Pe-o margine de lume"参加在Belgrade举行的比赛。虽然他们顺利通过了半决赛，但也没能帮助罗马尼亚重新回到前10名，最后以45分拿到了第20名。这首歌曲并不是败笔(wasn't a failure)，因为它也获得了Marcel Bezençon composer' award大奖，并且它也从摩尔多瓦和西班牙获得了12分。

### 2009
连续失败2次后，罗马尼亚确定艾莲娜·乔治将获得前往莫斯科参赛的机会。她带来的歌曲是一首名叫《巴尔干女孩》的典型罗马尼亚歌曲，其中包括来自巴尔干和罗马尼亚的音乐风格。但是这次罗马尼亚还是没能在决赛中取得好名次。罗马尼亚获得的总分为40分，排名第19位。艾莲娜·乔治仅从摩尔多瓦获得了最高的12分。而经常给罗马尼亚评12分的西班牙这次只给了他们7分。

### 2010
连续3年被挡在前10名以外后，罗马尼亚在对国家歌手的选拔中做了一些小的改动。
by skipping the semi-finals,由电视观众和评委们一致认可保拉·赛林和欧威(Ovi)及其歌曲"Playing with Fire"是前往奥斯陆参加欧视大赛的最佳选择。他们设法在半决赛中夺得了第4名以取得决赛资格，但是他们在决赛中取得了更好的名次。决赛得分是162分，距离第2名土耳其只有8分之差，这也是罗马尼亚自2005年以来第2次获得排名第3的历史最好成绩。他们从摩尔多瓦得到12分，从西班牙、葡萄牙、以色列、挪威和瑞典得到10分，从英国、丹麦和塞浦路斯得到8分。

### 2011
2011年欧视大赛的罗马尼亚国家选拔赛在跨年夜举行。共有13首歌曲竞争代表罗马尼亚参加在德国举办的欧视大赛，上届参赛歌手保拉·赛林和欧威担任选拔比赛的主持人。在国家选拔赛进行的过程中，一场特别的表演于午夜过后(也就是新年的钟声敲响后)开始呈现。Niamh Kavanagh、Chiara Siracusa、保拉·赛林以及欧威合唱了由ABBA创作的歌曲《新年快乐》("Happy New Year")。
生产者是Hotel FM乐队及其歌曲《改变》("Change")。乐队成员包括Gabriel Băruţa(钢琴演奏者和歌唱者-同时也是作曲者)、David Bryan(主唱)和Alexandru Szűz(鼓手)。Hotel FM以在第2场半决赛中位列第4的成绩拿到了决赛的入场券。their song was one of the most appreciated songs before final being even the 8th favorite song.然而正像是在家中制定的计划远赶不上“市场”的实际情况(as the plans made at home are never matching the real situation from the "market")一样，这首英伦风的歌曲只排在了第17名，而作为David Bryan的家乡英国连1分也没投给他们。但这仍然不影响他们创造了一个罗马尼亚的历史记录，决赛总分为77分，但一共得了4次满分(在半决赛和决赛中意大利和摩尔多瓦都给出了满分，所以一共是4次)。他们在决赛中从意大利和摩尔多瓦得到了12分，从比利时得到了10分，从西班牙得到了8分。

### 2012
2012年，赢得国内选拔赛的是曼丁嘎乐队及其早已大热(smash hit)的歌曲"Zaleilah"。这也是首次由靠电视投票选出的最喜爱歌曲赢得比赛。They managed to qualify for the final, maintaining Romania's shared record for not missing a single final, taking the third place in the semi-final, the best ranking since 2005 when Romania came first in the semi-final.他们也从西班牙、摩尔多瓦以及爱尔兰得到了12分，前2者是给罗马尼亚投票的常客，而后者是第一次给罗马尼亚投了12分。虽然被作为热门歌曲看好，但罗马尼亚没能在决赛中列入前10名，但总强过前一年的成绩。他们进入了总排名的前半部分，位列第12名。他们从摩尔多瓦得到12分，从西班牙得到10分，从希腊和意大利得到7分，其它零散得分就不在此罗列了。他们最后的得分是71分，比去年的Hotel FM组合低6分。

## 参赛者
| Year | Artist                       | Language                                          | Title                            | Final        | Points       | Semi         | Points       |
| ---- | ---------------------------- | ------------------------------------------------- | -------------------------------- | ------------ | ------------ | ------------ | ------------ |
| 1994 | 丹·比特曼                    | 罗马尼亚语                                        | "Dincolo de nori"                | 21           | 14           | 未举办预赛   | 未举办预赛   |
| 1998 | Mălina Olinescu              | 罗马尼亚语                                        | "Eu cred"                        | 22           | 6            | 未举办预赛   | 未举办预赛   |
| 2000 | 计程车乐队                   | 英语                                              | 《"月亮"》                       | 17           | 25           | 未举办预赛   | 未举办预赛   |
| 2002 | Monica Anghel & Marcel Pavel | 英语                                              | 《告诉我为什么》                 | 9            | 71           | 未举办预赛   | 未举办预赛   |
| 2003 | 尼古拉                       | 英语                                              | "Don't Break My Heart"           | 10           | 73           | 未举办预赛   | 未举办预赛   |
| 2004 | 散达                         | 英语                                              | 《我承认》("I Admit")            | 18           | 18           | X            | X            |
| 2005 | Luminiţa Anghel & Sistem     | 英语                                              | 《让我试试》                     | 3            | 158          | 1            | 235          |
| 2006 | Mihai Trăistariu             | 英语，意大利语                                    | "Tornerò"                        | 4            | 172          | X            | X            |
| 2007 | Todomondo                    | 英语，意大利语，西班牙语， 俄语，法语，罗马尼亚语 | "Liubi, Liubi, I Love You"       | 13           | 84           | X            | X            |
| 2008 | 尼克和Vlad                   | 罗马尼亚语，意大利语                              | "Pe-o margine de lume"           | 20           | 45           | 7            | 94           |
| 2009 | 艾莲娜·乔治                  | 英语                                              | 《"巴尔干女孩"》                 | 19           | 40           | 9            | 67           |
| 2010 | 保拉·赛林和欧威              | 英语                                              | "Playing with Fire"              | 3            | 162          | 4            | 104          |
| 2011 | Hotel FM                     | 英语                                              | 《改变》("Change")               | 17           | 77           | 4            | 111          |
| 2012 | 曼丁嘎乐队                   | 西班牙语，英语                                    | "Zaleilah"                       | 12           | 71           | 3            | 120          |
| 2013 | 塞扎尔                       | 英语                                              | 《这是我的生活》("It's My Life") | 13           | 65           | 5            | 83           |
| 2014 | 保拉·赛林和欧威              | 英语                                              | 《奇迹》（"Miracle"）            | 12           | 72           | 2            | 125          |
| 2015 | Voltaj                       | 羅馬尼亞語、英語                                  | 《從頭再來》（"All Over Again"） | 15           | 35           | 5            | 89           |
| 2016 | 奥维迪乌·安通                | 英語                                              | 《默哀》（"Moment of Silence"）  | 取消比賽資格 | 取消比賽資格 | 取消比賽資格 | 取消比賽資格 |
| 2017 | Ilinca feat. Alex Florea     | 英语                                              | "Yodel It!"                      | 7            | 282          | 6            | 174          |
| 2018 | The Humans                   | 英语                                              | "Goodbye"                        | 未进入决赛   | 未进入决赛   | 11           | 107          |

- 半决赛一栏中的XX记号表示不需参与比赛即可自动通过。这通常可由2种原因导致。如果一个国家在去年夺得了冠军，那么他们今年就不需要再参加半决赛，或者我们可以回到2005-2007那个时间段，那时罗马尼亚的决赛表现还不错，所以不用再去参加下一年的半决赛。排除因投钱最多而享有晋级优越权的四大投资国(Big four)后，在剩下的那些非四大佬国家中，决赛成绩排前10的国家可以和四大投资国一样享有下届比赛的直接晋级权。举个例子，如果德国和法国位列前10，则第11名和第12名可以在明年和前10名一样享有直接进入决赛的特权。

- 决赛一栏中的XX记号表示该国在预赛中表现不佳，未能取得进入决赛的资格。

注释：罗马尼亚曾设法参加了1993年的Kvalifikacija za Millstreet和1996年的预赛。1993年的那一场7进3的淘汰赛是专为7个想第一次登上欧视舞台的国家设置的，这明显是对新参赛国所设立的不公平的规则。设立的理由是因为东欧剧变使得欧洲产生了许多小国家，而欧视大赛必需为控制时长而限制比赛的参与国数量。而对于1996年的预赛，规则就更加奇怪了。这次资格赛没有任何直播或广播，也没有观众投票参与，所有国家只向主办方提供音频磁带，完全靠评委通过听歌曲音频决定各国评分。首先主办方挪威不用参加预选直接晋级，而剩下来的29个国家要角逐22个决赛入场资格。罗马尼亚和匈牙利在这2次预选赛中都落选了。欧视官网并没有在罗马尼亚的出场情况清单中收录罗马尼亚这2年的表现。

## 影像集

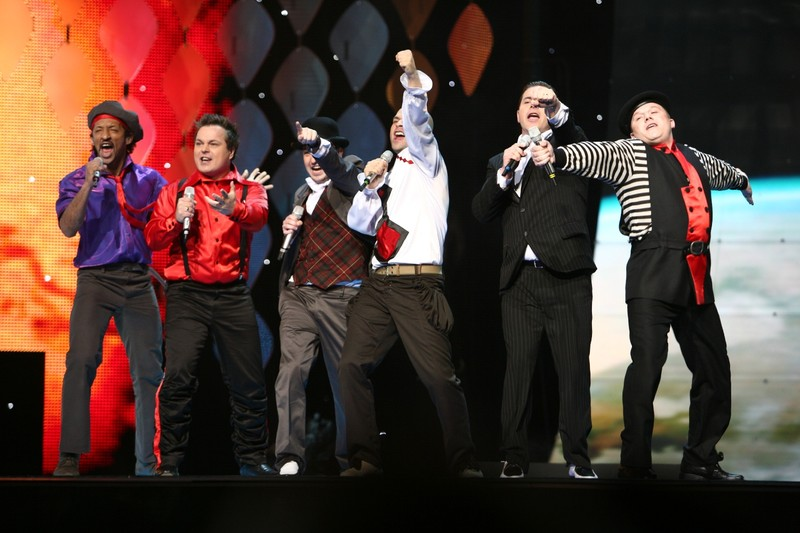
Todomondo在于赫尔辛基举办的2007年欧洲歌唱大赛上献艺
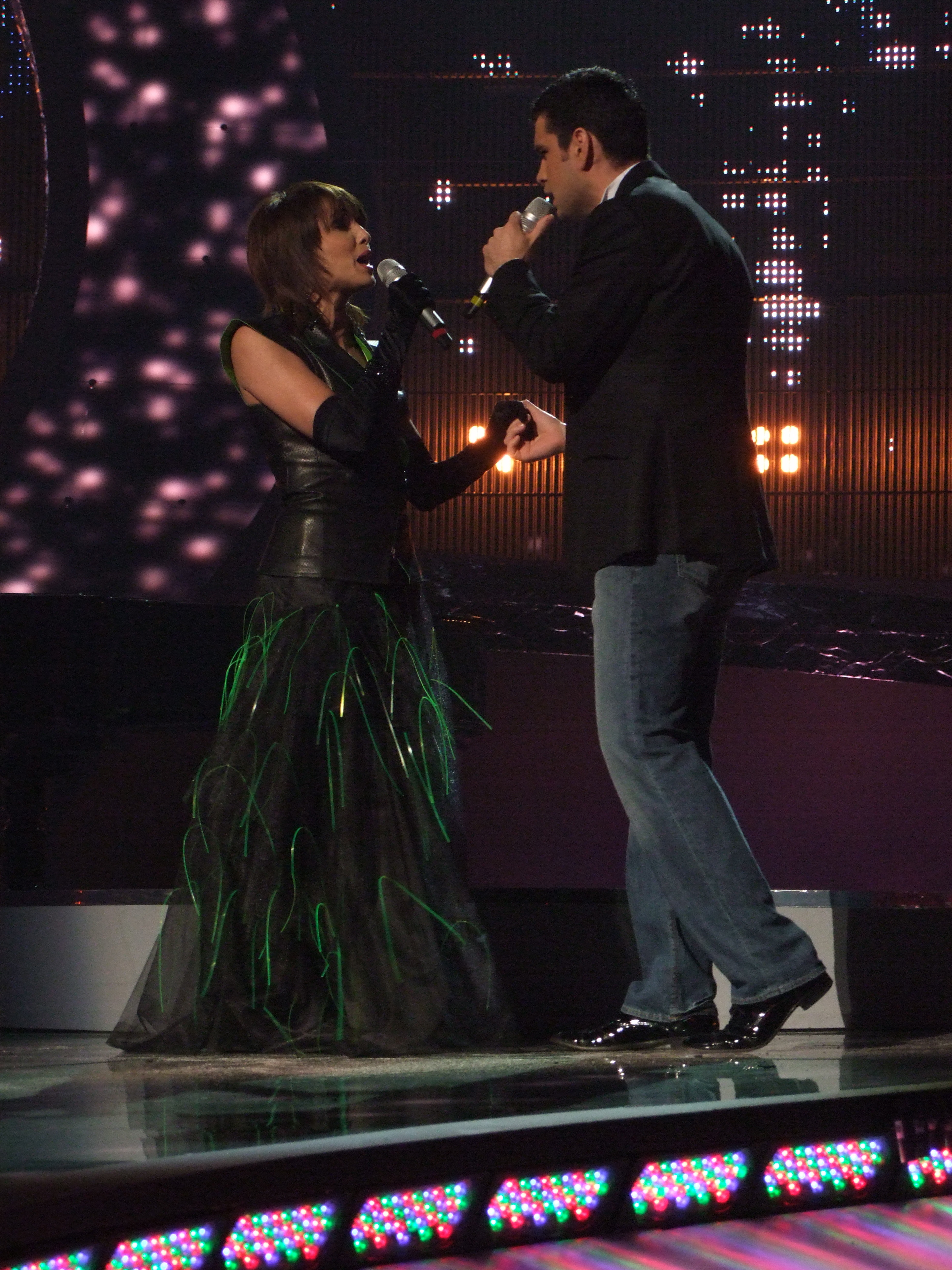
Nico和Vlad在于贝尔格莱德举办的2008年欧洲歌唱大赛上献艺
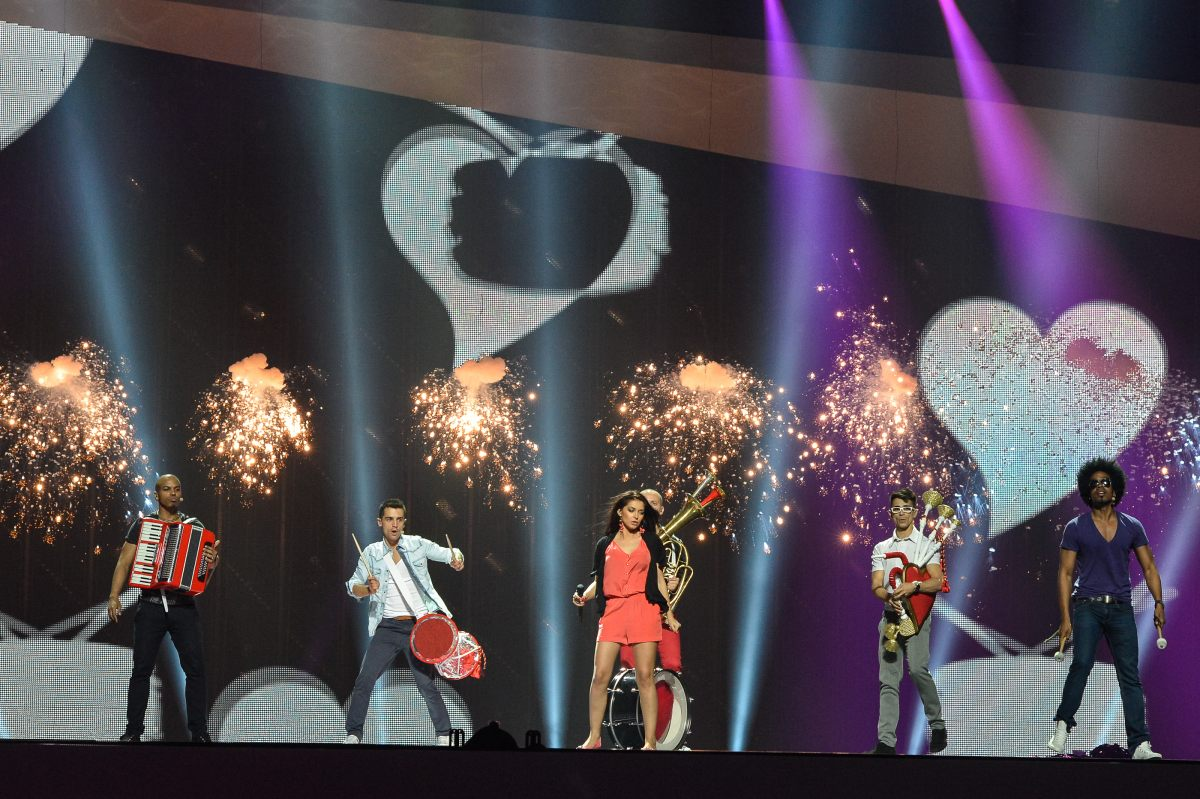
曼丁嘎乐队在于巴库举办的2012年欧洲歌唱大赛上献艺
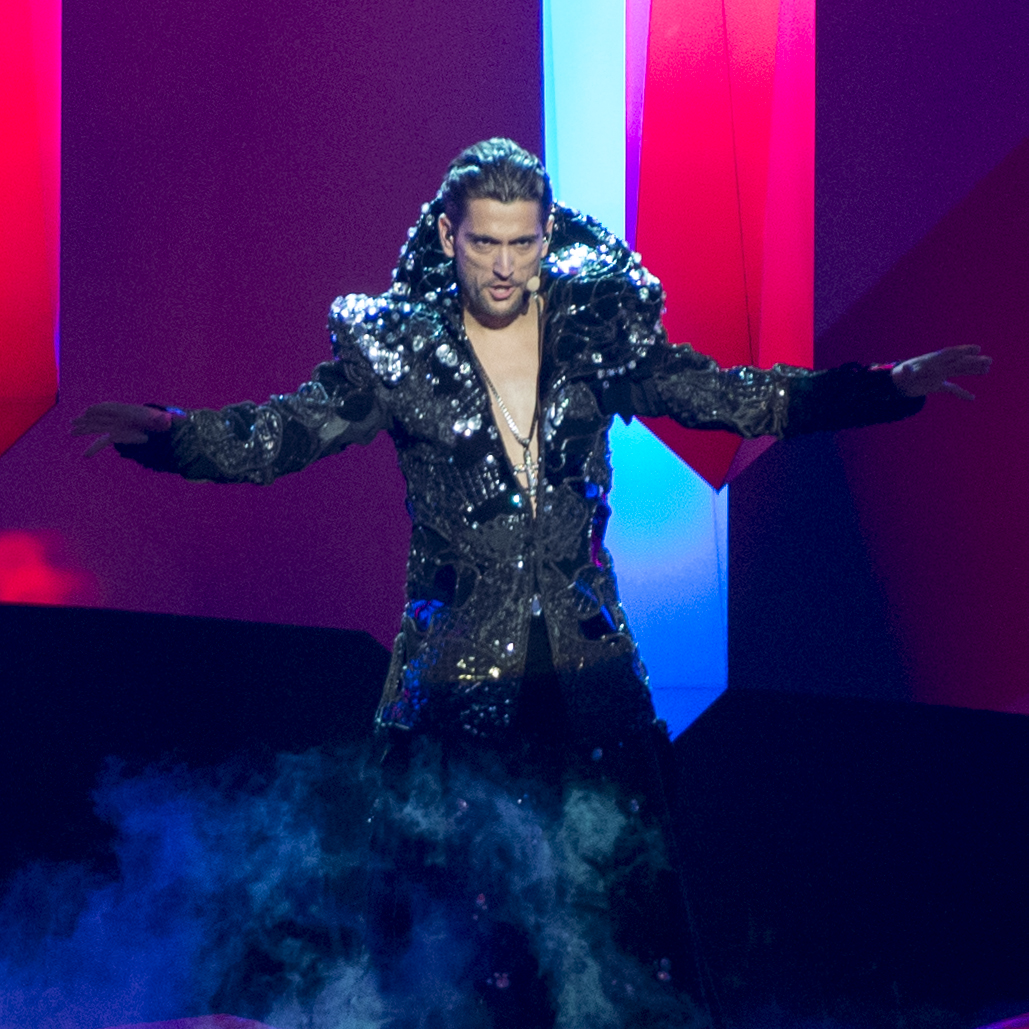
Cezar在于马尔默举办的2013年欧洲歌唱大赛上献艺